# Studzian
Studzian est une localité polonaise de la gmina et du powiat de Przeworsk en voïvodie des Basses-Carpates.